# Промисловець
Промисло́вець — підприємець, що для провадження своєї підприємницької діяльності став засновником або (спів)власником підприємства (заводу, фабрики тощо), на якому здійснюється (промислове) виробництво. Тим промисловець відрізняється від фінансиста та/або підприємця, що займається торговельною діяльністю (таких раніше називали купцями).